# Steven Cisar
Steven Cisar (ur. 9 września 1986 w Altadenie) – amerykański kolarz BMX, srebrny medalista mistrzostw świata.

## Kariera
Największy sukces w karierze Steven Cisar osiągnął w 2008 roku, kiedy zdobył srebrny medal w konkurencji cruiser podczas mistrzostw świata w Taiyuan. W zawodach tych wyprzedził go jedynie Łotysz Māris Štrombergs, a trzecie miejsce zajął Sifiso Nhlapo z RPA. Niedługo później w jego organizmie wykryto niedozwolone substancje, za co został zawieszony na 3 miesiące. Medal z Taiyuan był jedynym wywalczonym przez Cisara na międzynarodowej imprezie tej rangi. Był jednak blisko podium na rozgrywanych rok wcześniej mistrzostwach świata w Victorii, gdzie zajął czwarte miejsce w wyścigu elite. Walkę o brązowy medal przegrał tam ze swym rodakiem Randym Stumpfhauserem. Nie brał udziału w igrzyskach olimpijskich.